# Dactyloceras lucina
Dactyloceras lucina is een vlinder uit de familie herfstspinners (Brahmaeidae). De wetenschappelijke naam is, als Phalaena (Attacus) lucina, voor het eerst geldig gepubliceerd in 1782 door Dru Drury.
De soort komt voor in het Afrotropisch gebied.